# María Fernández Pérez
María Fernández Pérez (Oviedo, 19 de septiembre de 1975) es una economista y funcionaria española.Ha sido la primera vicepresidenta entre 2013 y 2020 de la Comisión Nacional de los Mercados y la Competencia (CNMC). Pertenece a los Cuerpos de Administradores Civiles del Estado y de Diplomados Comerciales del Estado.

## Biografía
María Fernández Pérez es Licenciada en Ciencias Económicas y Empresariales en la especialidad de Análisis Económico y Economía Cuantitativa por la Universidad Complutense de Madrid y pertenece a los Cuerpos de Administradores Civiles del Estado y Diplomados Comerciales del Estado.Ha sido jefa de servicio en la Subdirección General de Estudios del Tribunal de Defensa de la Competencia y vocal asesor del Gabinete Técnico del Secretario General de Política Económica y Economía Internacional del Ministerio de Economía y Hacienda. 
Desde 2010 hasta 2012 fue Subdirectora General de Competencia y Regulación Económica en la Dirección General de Política Económica del Ministerio de Economía y Hacienda.En enero de 2012 fue nombrada Secretaria Técnica de la Comisión Delegada del Gobierno para Asuntos Económicos de la Oficina Económica del Presidente del Gobierno,con rango de Directora General, cargo que ocupó hasta el 10 de septiembre de 2013, momento en el que pasó a ser Vicepresidenta de la CNMC.Desde el año 2013 ocupa el cargo de Vicepresidenta del organismoy Presidenta de la Sala de Supervisión Regulatoria cuya función es la supervisión y el control del correcto funcionamiento de los mercados de telecomunicaciones, sector eléctrico, sector del gas natural, postal, comunicación audiovisual, aeroportuario y ferroviario.
Ha sido miembro además del Consejo del Organismo de Reguladores Europeos de las Comunicaciones Electrónicas (BEREC), Presidenta del European Mediterranean Regulators Group (EMERG), miembro del Grupo de Reguladores Europeos para los Servicios de Comunicación Audiovisual (ERGA) y miembro del Foro Latinoamericano de Entes Reguladores de Telecomunicaciones (REGULATEL).